# 장앙드레 릭상
장앙드레 릭상(프랑스어: Jean-André Rixens, 1846년 11월 30일~1925년 2월 21일)은 고전적인 장면과 초상화로 유명한 프랑스의 화가이다.

## 생애

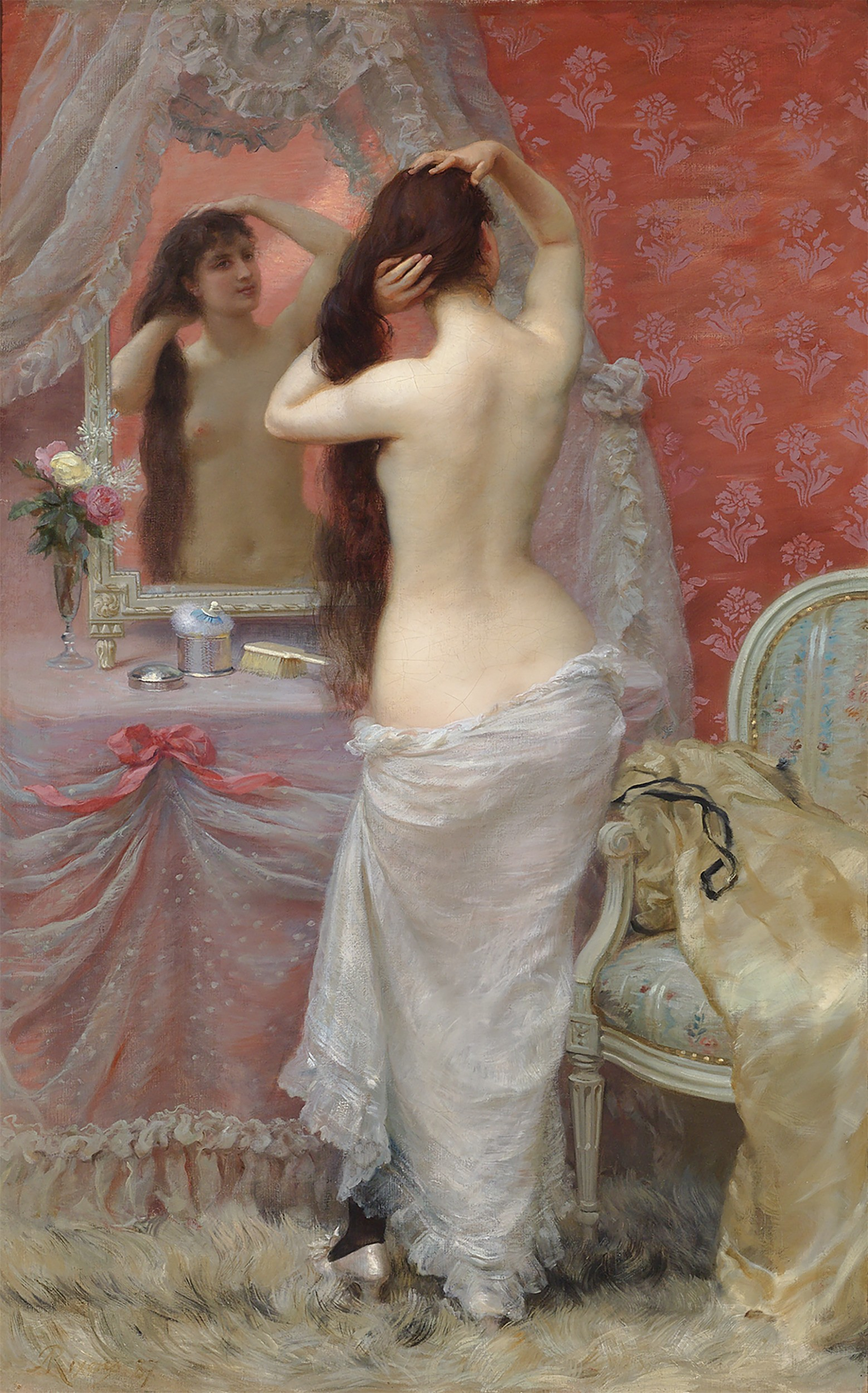
《머리를 손질하는 벌거벗은 젊은 여인》(Jeune Femme Nue se Coiffant), 1887년

릭상은 1846년 생고댕에서 태어났으며 그의 아버지는 신발 장인이었다. 기본 교육을 마친 후 1860년 툴루즈 국립 미술학교(École supérieure des beaux-arts de Toulouse)에 입학했다. 그는 상업용 간판을 그리거나 예술 작품 사본을 만드는 등 돈을 벌어 학비를 내고 생계를 이어갔다. 1866년, 그는 그의 그림 《알키비아데스의 죽음》으로 툴루즈에서 장학금을 받았다. 이를 통해 그는 파리 보자르에 등록하여 군사 역사 화가인 아돌프 이본 밑에서 그림을 공부할 수 있었다. 그는 파리에서 현대미술 수집 상점이었던 구필&씨에서 일했는데, 그곳에서 유명 작품의 사본을 전문으로 다루었다. 그는 또한 출판사 아셰트에서 목판화와 초상화를 제작했다.
1867년에 그는 장레옹 제롬의 화실에서 자리를 찾아 미술 공부를 마쳤다. 당시 그의 목표는 권위 있는 로마 대상을 수상하는 것이었다. 그러나 1870년에 있었던 그의 첫 번째 로마 대상 수상은 성공하지 못했다. 1873년, 그는 정부에서 구매하기도 했던 《슈퍼 플루미나 바빌로니스》(바빌로니아 강가에서 바빌론 유수 생활을 묘사한 작품)로 2위를 차지했다. 얼마 후에 그는 피렌체와 로마를 방문했다.
1880년대에 그는 이름을 더 날리 알리게 되었고 경제적으로도 여유가 생기게 되었다. 그의 작품 중 다수는 《릴뤼스트라시옹》 등의 주요 잡지를 통해 대중화되었다. 그는 역사적 그림을 덜 그리기 시작했고 자연주의적 스타일의 초상화에 집중했다. 마침내 그는 노르망디에서 부동산을 구입했다. 1888년에 그는 Eugénie Poumian과 결혼했고 세 명의 딸을 낳았다. 결혼 1년 후 1889년 만국 박람회에서 메달을 수상하면서 그의 명성은 더욱 확고해졌으며 그 해에 레지옹 도뇌르 슈발리에 훈장을 받았다.
그는 에르네스트 메소니에, 피에르 퓌비 드 샤반, 오귀스트 로댕과 협력하여 프랑스 국립 미술 협회에 활력을 불어넣고 세계적으로 유명했던 파리 살롱과 겨룰 만한 연례 전시회를 조직했다. 그는 공화주의자로서 프랑스 제3공화국이 세운 기념물의 제작과 장식에 참여했다. 1896년부터 1904년까지 그는 툴루즈 시청의 살 데 일루스트르(Salle des Illustres)에서 세 개의 군사 장면을 그렸다.
1차 세계대전 동안 그는 생베르트랑드코망으로 피난을 떠났고, 그곳에서 옛 주교궁을 복원하는 데 기여했다. 그 당시 그는 주로 인상파 스타일의 풍경화를 그렸으며 현재까지도 그 작품들은 모두 그의 후손들이 소유하고 있다. 전쟁이 끝난 후, 그는 전쟁으로 인해 사망한 그 지역의 사람들을 기리는 기념비를 만드는 작업을 했다.
그는 나중에 파리로 돌아와 1925년 파리 8구에서 78세의 나이로 사망했다.

## 작품

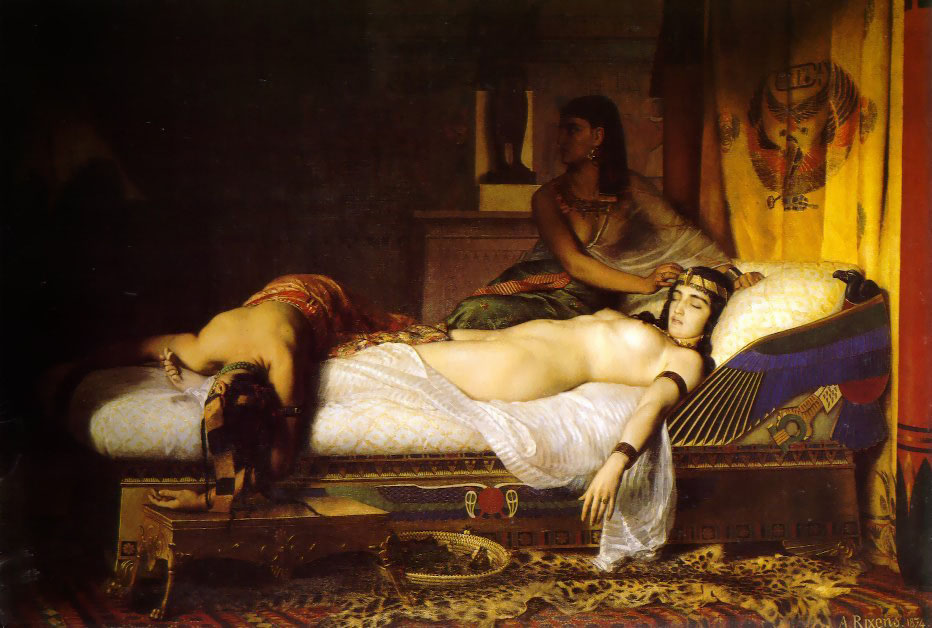
《클레오파트라의 죽음》, 1874년, 오귀스탱 미술관
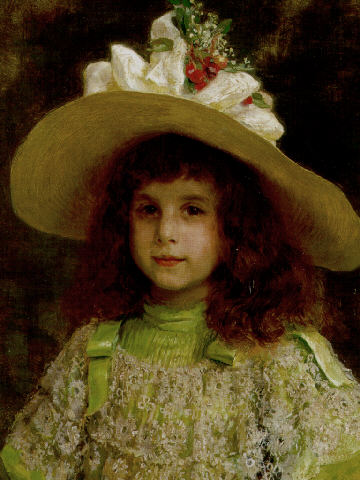
《어린 소녀의 초상》, 1892년
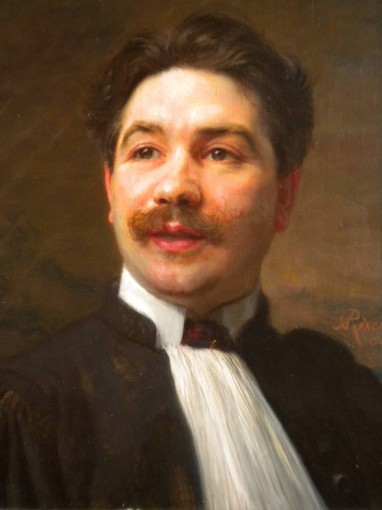
《화가 Georges-Paul Manceau의 초상》
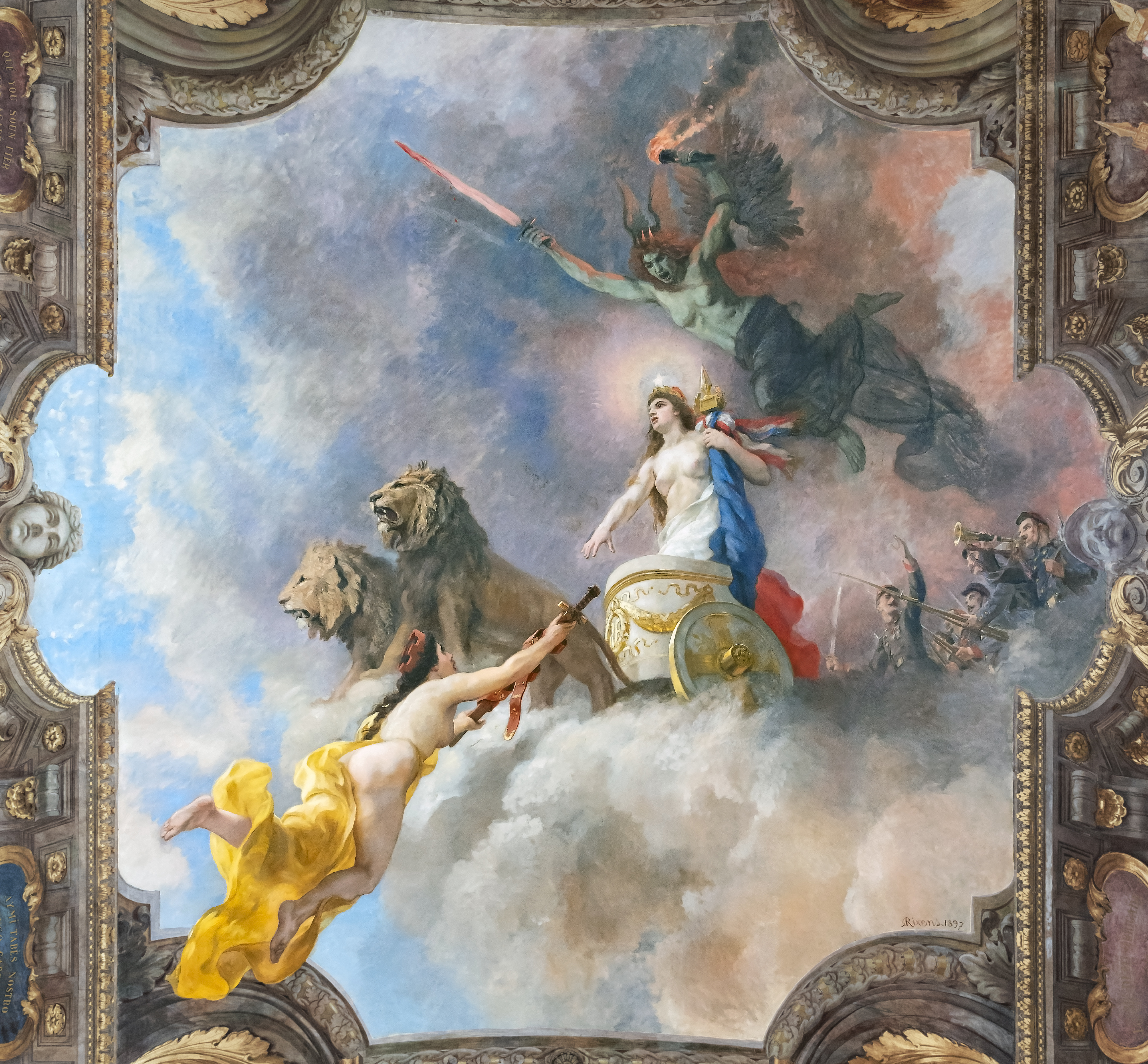
툴루즈 시청의 천장화, 1897년
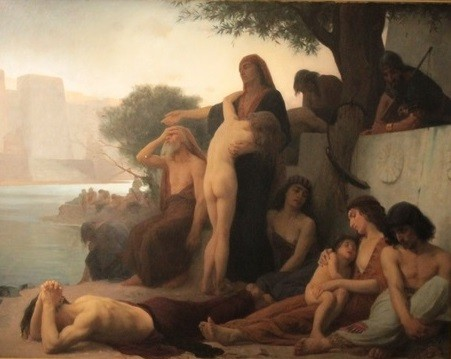
La captivité des juifs à Babylone, 1873년
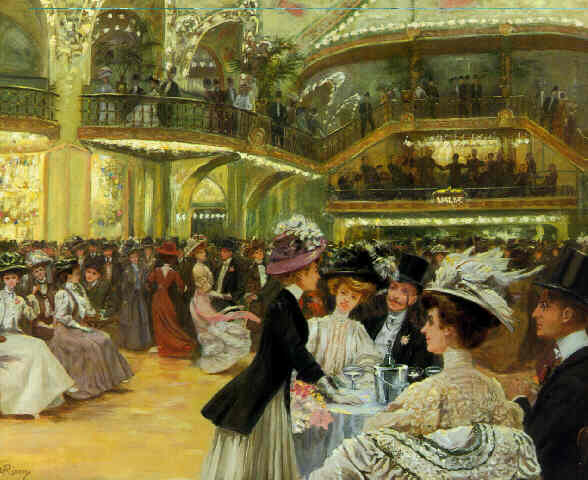
《물랑 루즈의 무도회》, 1900년경
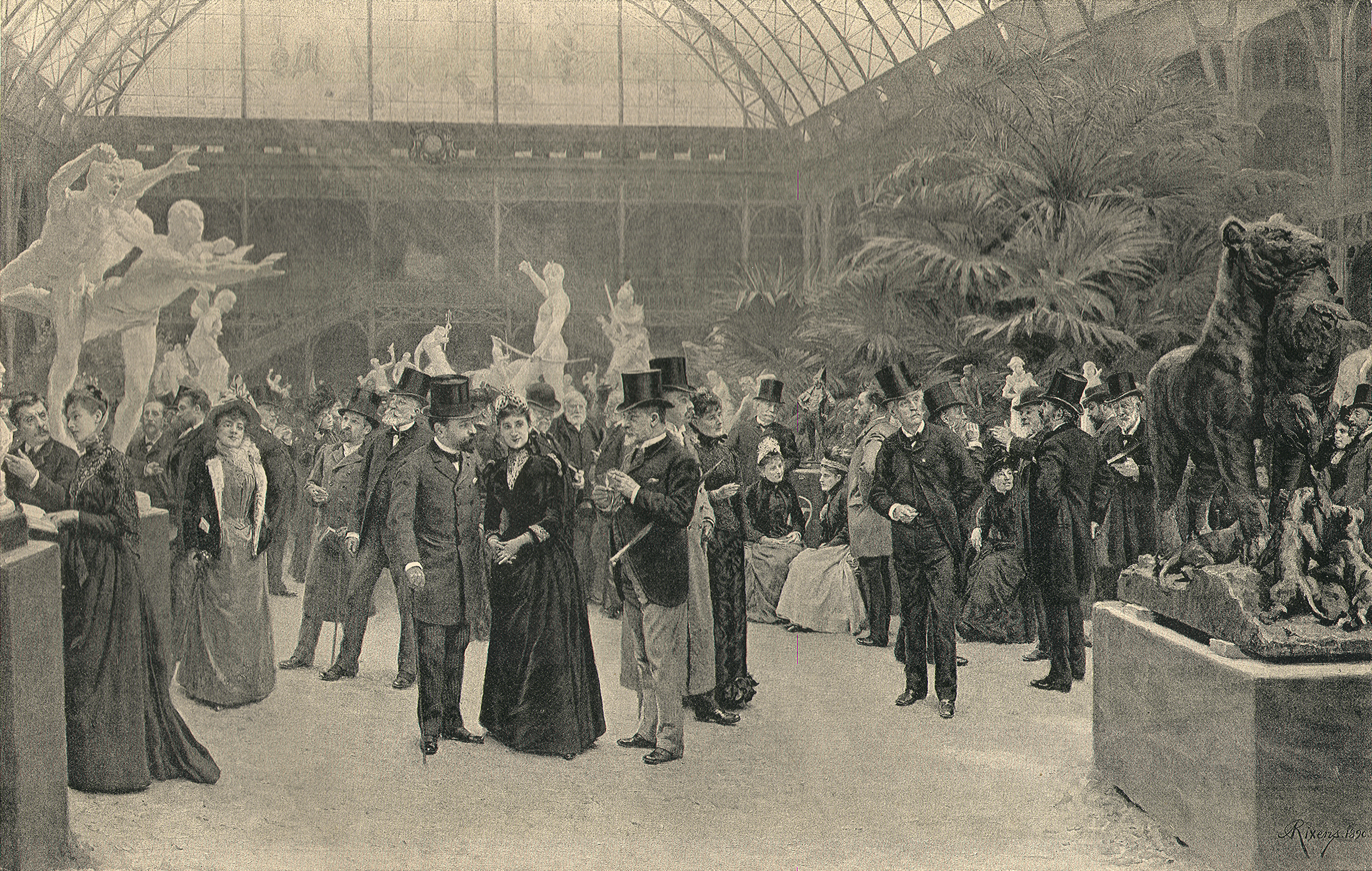
《샹젤리제 궁에서의 베르니사주》(Un Jour de vernissage au palais des Champs-Élysées), 1890년
《전쟁의 영예를 안고 벨포트를 떠나는 툴루즈의 기동 포병대》, 1896년, 툴루즈 시청
《뒤퓌 장군의 카이로 입성》, 1899년, 툴루즈 시청